# Baccha maculata
Baccha maculata là một loài ruồi trong họ Ruồi giả ong (Syrphidae). Loài này được Walker mô tả khoa học đầu tiên năm 1852. Baccha maculata phân bố ở miền Đông phương